# Trasporti a Istanbul

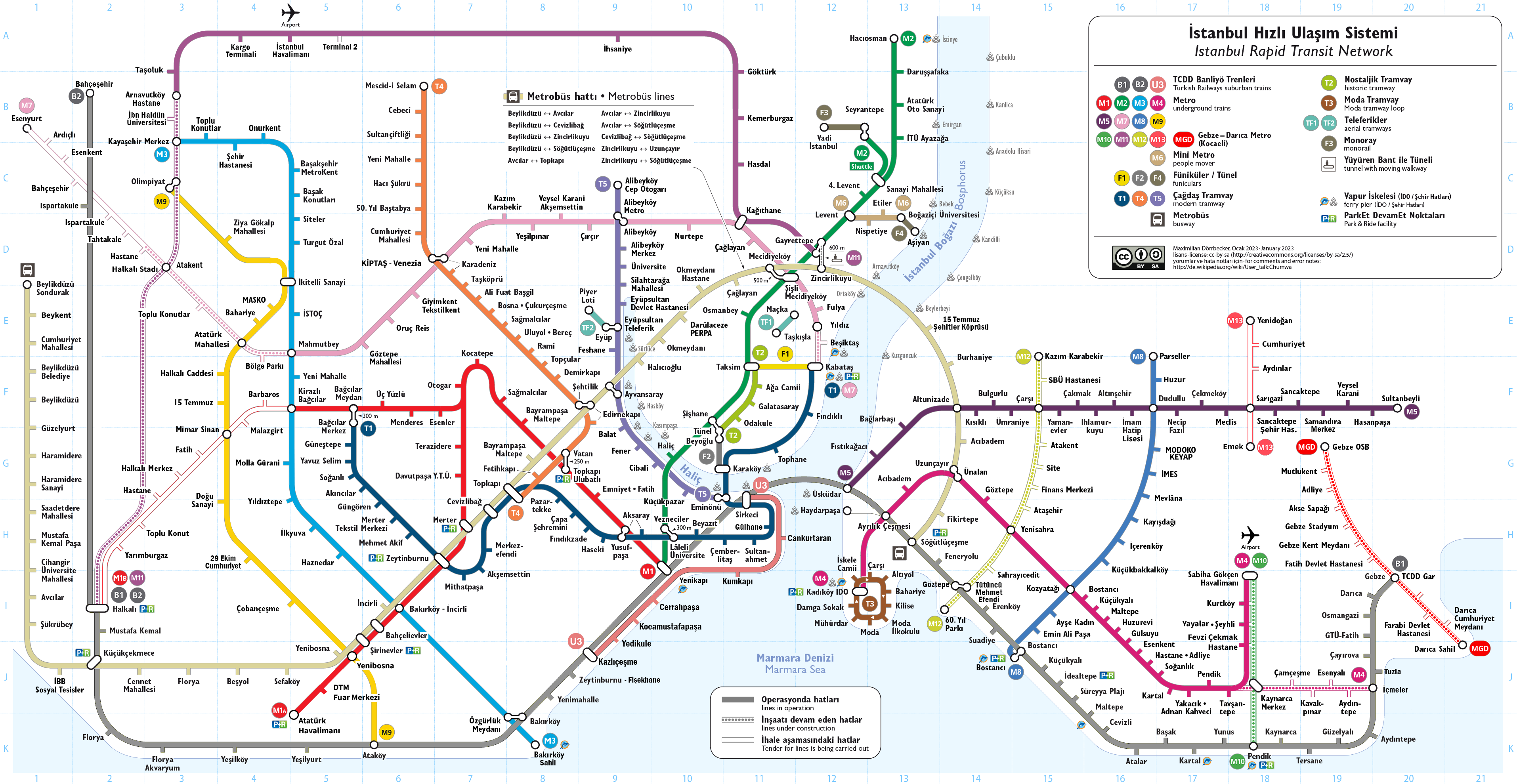
Mappa dei trasporti a Istanbul (gennaio 2023)

Istanbul, maggiore città della Turchia, con oltre sedici milioni di abitanti, dispone di una rete diversificata di trasporto pubblico.
Il sistema dei trasporti pubblici della città di Istanbul si compone di molte infrastrutture, tra metropolitane, tram, autobus, funicolari, autobus a trasporto rapido, ferrovie e aeroporti.

## Storia

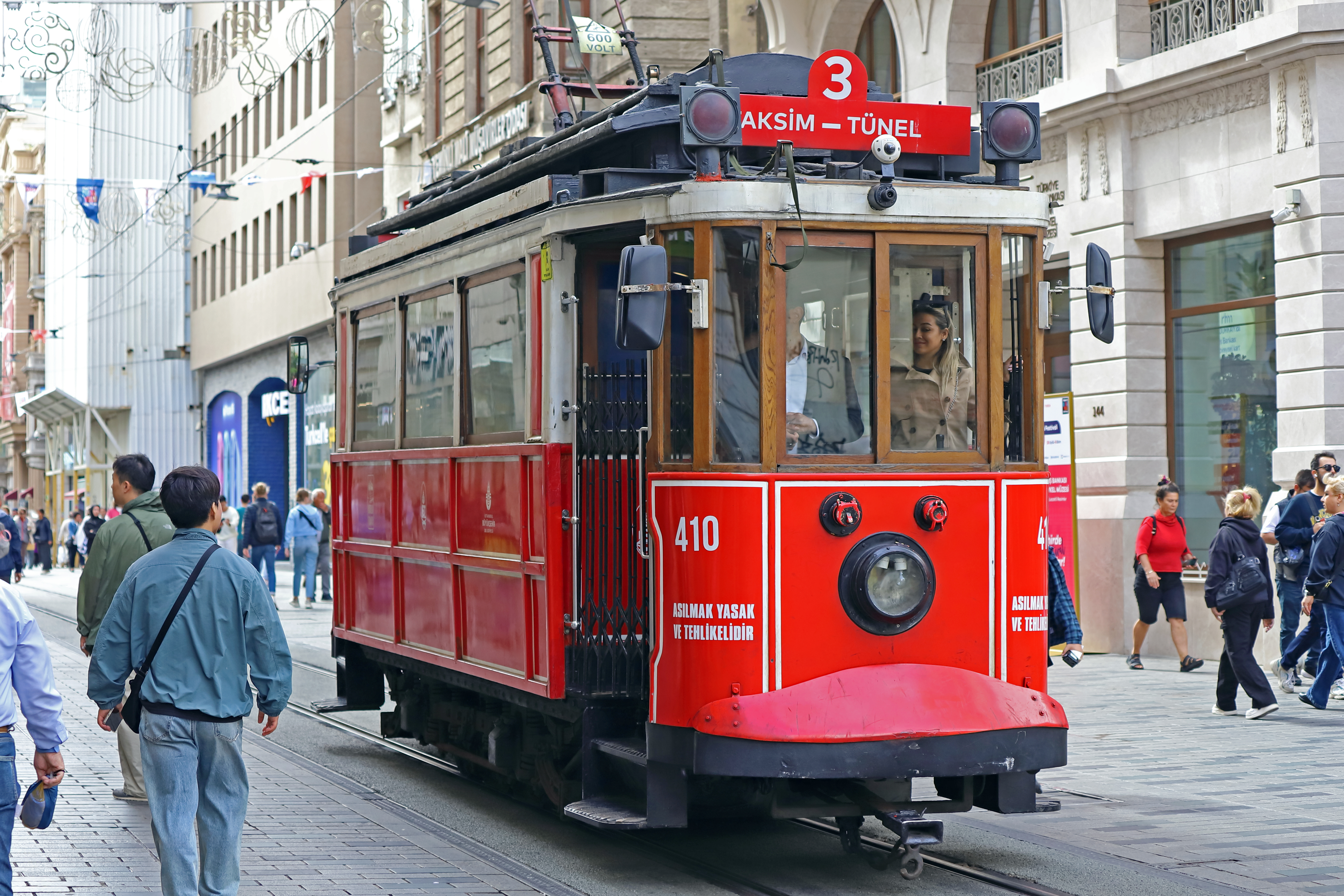
Uno storico tram rosso in via İstiklal Caddesi a Beyoğlu.

Il sistema di trasporto pubblico su strada a Istanbul risale al 30 agosto 1869, quando è stato siglato un contratto per la costruzione di un sistema di tram nella capitale dell'Impero ottomano. Con questo accordo la Société des Tramways de Constantinople di Konstantin Krepano Efendi ha ottenuto la concessione per la gestione del trasporto pubblico per i successivi quarant'anni. L'inaugurazione delle quattro linee di tram a trazione ippica è avvenuta nel 1871. Nel primo anno di attività le vetture hanno trasportato 4,5 milioni di passeggeri sulle linee Azapkapı (Beyoğlu) - Galata, Aksaray - Yedikule, Aksaray - Topkapı e Eminönü - Aksaray. Altre linee sono state aggiunte negli anni successivi; 430 cavalli venivano usati per trainare 45 carrozze - di cui alcune a due piani- su binari con lo scartamento metrico.
Nel 1912 le tranvie a trazione ippica hanno cessato la loro attività per un anno, poiché il Ministro della Difesa aveva deciso di spedire tutti i cavalli al fronte durante le guerre balcaniche. Il 2 febbraio 1914 la rete tranviaria è stata elettrificata con linee aeree di contatto.
Il tram ha iniziato a essere operato nella parte anatolica di Istanbul, a far data dall'8 giugno 1928, tra Üsküdar e Kısıklı.
Negli anni cinquanta la lunghezza della rete tranviaria ha raggiunto i 130 km.
I tram sono rimasti in servizio nella parte europea della città fino al 12 agosto 1961 e nella parte asiatica fino al 14 novembre 1966.
Contemporaneamente all'avvio dei tram a trazione ippica, il 30 giugno 1871 è iniziata la costruzione del Tünel, una corta linea funicolare tra Pera e Galata. La funicolare ha iniziato il servizio il 5 dicembre 1874, seconda ferrovia sotterranea al mondo dopo la metropolitana di Londra. Inizialmente venivano trasportati solo merci e bestiame e solo il 17 gennaio dell'anno successivo, una volta terminate le prove, la funicolare è stata aperta al pubblico. È tuttora in funzione.
Una linea ferroviaria suburbana è stata aperta nella parte europea della città nel 1872 tra Sirkeci e Hadımköy, seguita l'anno successivo da un'altra linea, nella parte asiatica, tra il terminal di Haydarpaşa e İzmit.
Il traghetto è uno dei più antichi mezzi di trasporto di Istanbul, essendo essa una città con due parti separate dallo Stretto del Bosforo. Nel 1837 i britannici e i russi proprietari di barche hanno avviato una attività di trasporto sul Bosforo.
La Società Marittima di Istanbul è stata fondata nel 1851 con una delibera del sultano Abdülmecid I e il servizio di traghetti è cominciato nel 1853 con sei piroscafi a ruota costruiti dai Cantieri navali Robert White in Inghilterra. Il servizio è stato esteso nel 1859 verso luoghi affacciati sul Corno d'Oro. Fino al 1929 le barche messe in servizio a Istanbul erano importate, mentre successivamente i traghetti iniziarono a essere costruiti nei cantieri navali del Corno d'Oro.
Nel momento di massima espansione la flotta contava 40 barche.
Solo nel 1867, sedici anni dopo i primi traghetti in servizio sul Corno d'Oro, la stessa Società Marittima ha iniziato il trasporto attraverso il Bosforo tra Kabataş e Üsküdar con due traghetti acquistati dall'Inghilterra; questa linea è stata la prima tratta di traghetti di linea al mondo.
Tutte le compagnie di traghetti sono state nazionalizzate nel 1945.

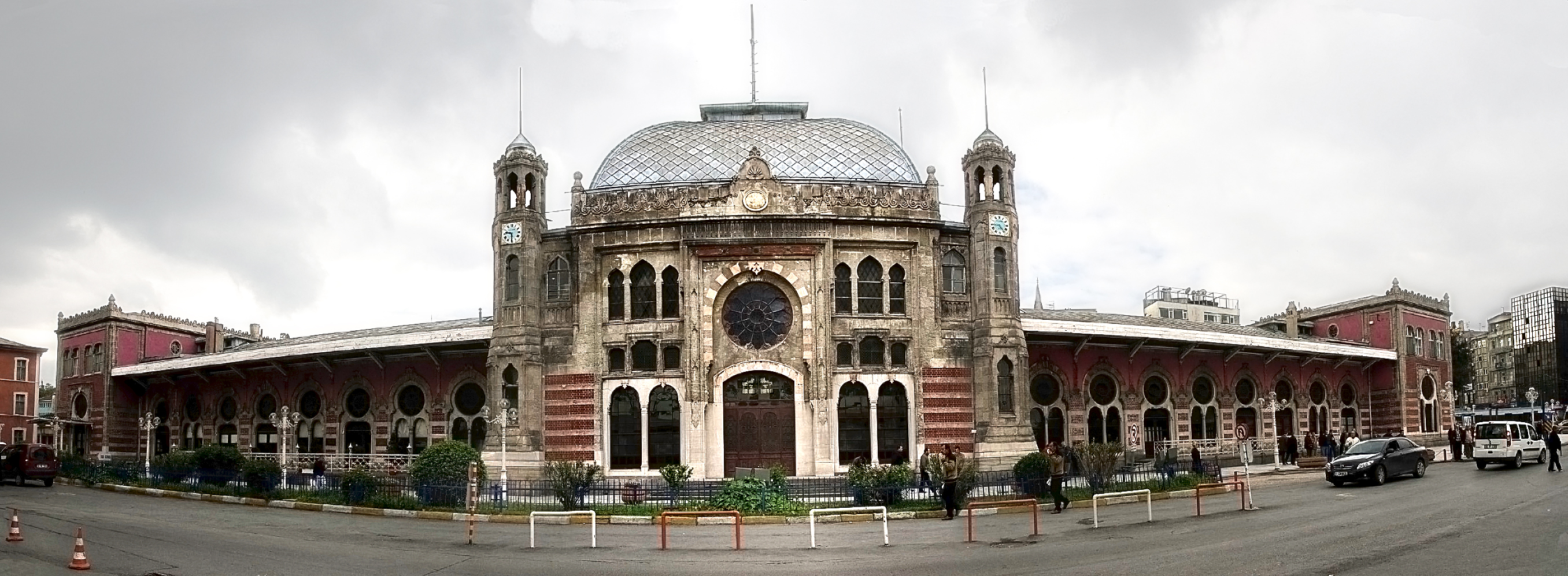
La stazione di Sirkeci, nel lato europeo di Istanbul, è stata inaugurata nel 1890 come capolinea della ferrovia del Rumelihisarı e dell'Orient Express

Il trasporto pubblico gommato a Istanbul è iniziato nel 1926, con quattro mezzi Renault-Scania tra Beyazıt e Karaköy. La flotta è cresciuta da nove mezzi nel 1942 a 16 nel 1955, a 525 nel 1960, fino a diventare l'asse portante della rete di trasporti pubblici della città, in continua espansione.
Il 27 maggio 1961 sono stati messi in servizio dei filobus tra Topkapı ed Eminönü, a seguito della soppressione del tram. Comunque, questi mezzi sono stati tolti dal servizio poco tempo dopo, a causa del fatto che, anch'essi, ostacolavano il crescente traffico nelle strette strade della città vecchia.
Varie compagnie britanniche e francesi hanno gestito tutti i servizi di trasporto pubblico di Istanbul fino al 16 giugno 1939, data in cui sono stati tutti nazionalizzati. L'appena fondata compagnia İETT (İstanbul Elektrik Tramvay ve Tünel) è da allora subentrata nella gestione del trasporto pubblico istanbulita.
Nel 1988 una nuova compagnia, chiamata Ulaşım A.Ş., è stata fondata dalla municipalità di Istanbul per gestire i servizi della metropolitana leggera (dal 1989), della metropolitana (dal 2000) e della nuova rete di tram (dal 1992). La compagnia ha cambiato nome nel 2016, diventando Metro Istanbul, ed è tuttora attiva.

## Quadro generale

### Metropolitana, tram e funicolari

#### Metropolitana di Istanbul

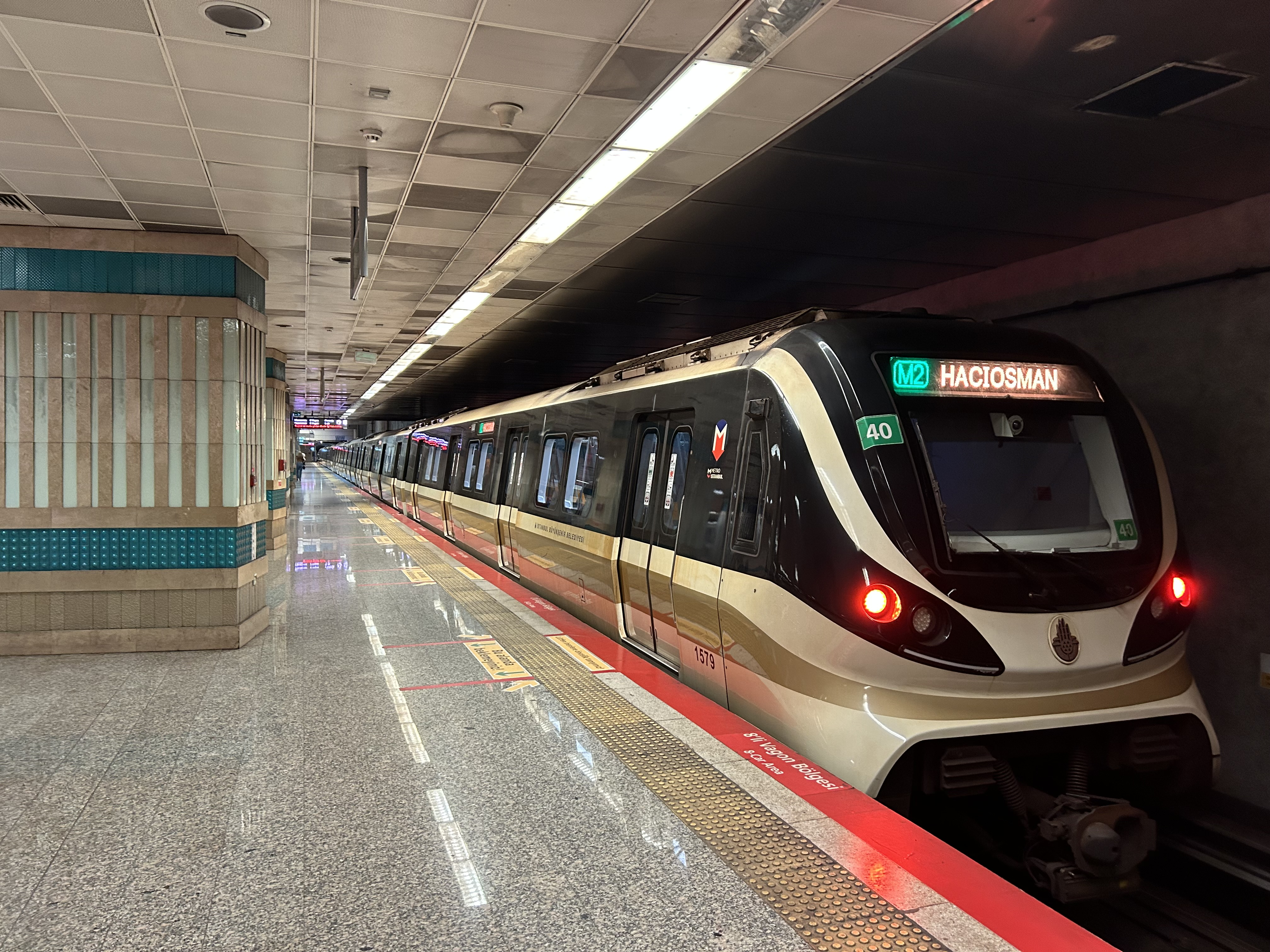
Banchina della stazione di Yenikapı.

La metropolitana di Istanbul entrò in servizio il 3 settembre 1989 con l'apertura della prima tratta della linea M1. Undici anni più tardi, nel 2000, venne aperta la linea M2.
Nel 2012 aprì la linea M4, la prima linea che serviva il lato asiatico della città; l'anno successivo, nel 2013, aprì la linea M3 e, nel 2016, la linea M6.
Nel 2017 venne aperta la linea M5, la prima linea di metropolitana automatica della Turchia.
Con circa 384,9 milioni di passeggeri annuali, la metropolitana si compone di sette linee per un totale di 121,1 km e 82 stazioni; la metropolitana istanbulita risulta essere la più estesa e trafficata rete metropolitana della Turchia, tra le prime dieci d'Europa. Le linee sono identificate con un numero e un colore, che viene usato anche nelle mappe.
Di seguito una tabella che riporta le caratteristiche principali di ogni linea:
| Linea  | Percorso                                 | Inaugurazione | Lunghezza | Stazioni |
| ------ | ---------------------------------------- | ------------- | --------- | -------- |
|        | Yenikapı ↔ Atatürk Airport / Kirazlı     | 1989          | 26,8 km   | 23       |
|        | Yenikapı ↔ Hacıosman                     | 2000          | 23,5 km   | 16       |
|        | Bakırköy-Sahil ↔ Kayaşehir Merkez        | 2013          | 26,7 km   | 19       |
|        | Kadıköy ↔ Sabiha Gökçen Airport          | 2012          | 33,5 km   | 23       |
|        | Üsküdar ↔ Samandıra Merkez               | 2017          | 26,5 km   | 20       |
|        | Levent ↔ Boğaziçi Üniversitesi/Hisarüstü | 2015          | 3,3 km    | 4        |
|        | Yıldız ↔ Mahmutbey                       | 2020          | 20 km     | 17       |
|        | Bostancı ↔ Parseller                     | 2023          | 14,2 km   | 13       |
|        | Olimpiyat ↔ Ataköy                       | 2021          | 17,2 km   | 14       |
|        | Gayrettepe ↔ Arnavutköy Hastane          | 2023          | 51,5 km   | 10       |
| Totale | Totale                                   | Totale        | 243,26 km | 159      |

#### Rete tranviaria
Istanbul ha inaugurato i primi tram a cavalli nel 1872 e questi hanno servito la città fino al 1912. Dopo tale data sono stati introdotti i tram elettrici, che sono rimasti il principale mezzo di trasporto urbano fino al 1966. La rete è stata espansa nel corso degli anni e ha raggiunto la massima espansione nel 1956, quando trasportava 108 milioni di passeggeri con 270 vetture in cinquantasei linee. I tram non sono stati modernizzati per molte decadi e, ancora negli anni sessanta, continuavano a essere utilizzate alcune vetture del 1911. A quel tempo, però, i moderni autobus offrivano viaggi più rapidi e comodi ed è per questa ragione che,, a metà degli anni sessanta, si è iniziato a smantellare il sistema.
Dall'inizio degli anni settanta la congestione del traffico è peggiorata e, a metà anni ottanta, gli istanbuliti hanno realizzato che l'estensione incontrollata della motorizzazione e la chiusura della rete tranviaria era stata un errore; altre città nel mondo, come Tunisi e Buenos Aires, hanno compreso l'errore e, come queste, Istanbul ha iniziato a pianificare la ricostruzione di una rete tranviaria.
Come esperimento, nel 1990, Istanbul ha riaperto una linea storica di tram nel lato europeo della città. A causa della crescente popolarità è stato aperto un sistema moderno di tram a partire dal 1992, sempre nel lato europeo della città. Oggi una linea storica opera anche nel lato asiatico della città (oggi è identificata con la numerazione T3), mentre nel lato europeo della città si trovano sia una linea storica (la linea T2), sia due linee moderne (T1 e T4).
La flotta della linea moderna della rete, la linea T1, consiste di 55 Bombardier Flexity Swift a pianale ribassato e di 37 Alstom Citadis X-04. La linea ha una lunghezza di 18,5 km ed effettua 31 fermate; trasporta giornalmente 320.000 passeggeri.
Per via di alcune sue caratteristiche, come i limitati incroci a raso, la linea T4, aperta nel 2007, è di tipo metrotranviario.

#### Funicolari

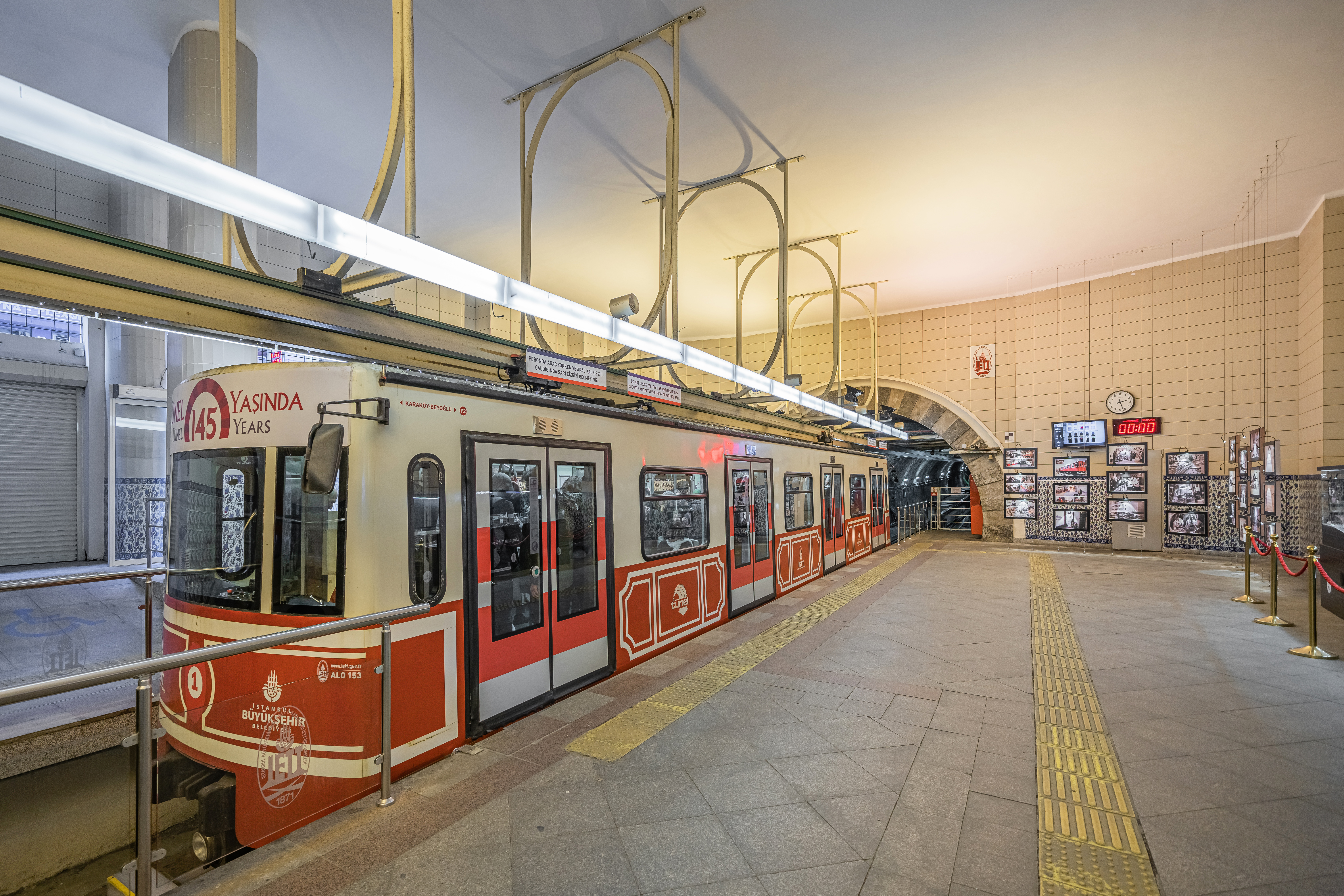
Gestita da İETT, il Tünel (1875) di Istanbul è stata la prima linea su ferro sotterranea nell'Europa continentale e la seconda al mondo dopo la metropolitana di Londra (1863).

Istanbul è servita da tre linee di funicolari sotterranee di due epoche e stili completamente differenti.
La più antica di queste linee è il cosiddetto Tünel (attualmente indicata con la sigla F2). Questa linea è la più antica linea su ferro sotterranea dell'Europa continentale, la seconda più antica del mondo dopo quelle di Londra. Il Tünel è lungo 573 metri e supera un dislivello di 60 m. Non effettua fermate intermedie tra Karaköy e Piazza Tünel.
È stato in funzione, senza mai interruzioni, dal 1875. Originariamente era alimentato a vapore con due treni in legno che servivano binari paralleli. È stato modernizzato nel 1971.
Oggi la linea è a binario semplice con un incrocio a metà percorso, ed è alimentato elettricamente e opera con degli elettrotreni MP 55, appartenuti alla RATP.
Per completare il percorso, ci si impiega approssimativamente un minuto e mezzo e differentemente dalla moderna funicolare di cui sotto, che viaggia a intervalli di cinque minuti, la frequenza di questa linea è molto meno regolare.
Circa 15 000 passeggeri utilizzano la linea ogni giorno.
Aperta nel giugno del 2006, una seconda linea di funicolare, la
Kabataş-Taksim, ufficialmente indicata con la sigla F1, è operata da Ulaşım A.Ş. e connette il terminal dei traghetti e la fermata del tram di Kabataş con la stazione della metropolitana Taksim.
La linea copre una lunghezza di 600 metri e un dislivello di circa 60 metri, che copre in 110 secondi.
L'ultima linea di funicolare aperta a Istanbul (a ottobre 2017) è la funicolare Vadistanbul-Seyrantepe, ufficialmente indicata con la sigla F3. La linea, lunga 750 metri, è la sola linea funicolare in Turchia che opera interamente in sopraelevata.
A causa del fatto che la funicolare F3 corre lungo un viadotto di cemento, è stata pubblicizzata come una monorotaia anche se, tecnicamente, è una linea di funicolare.

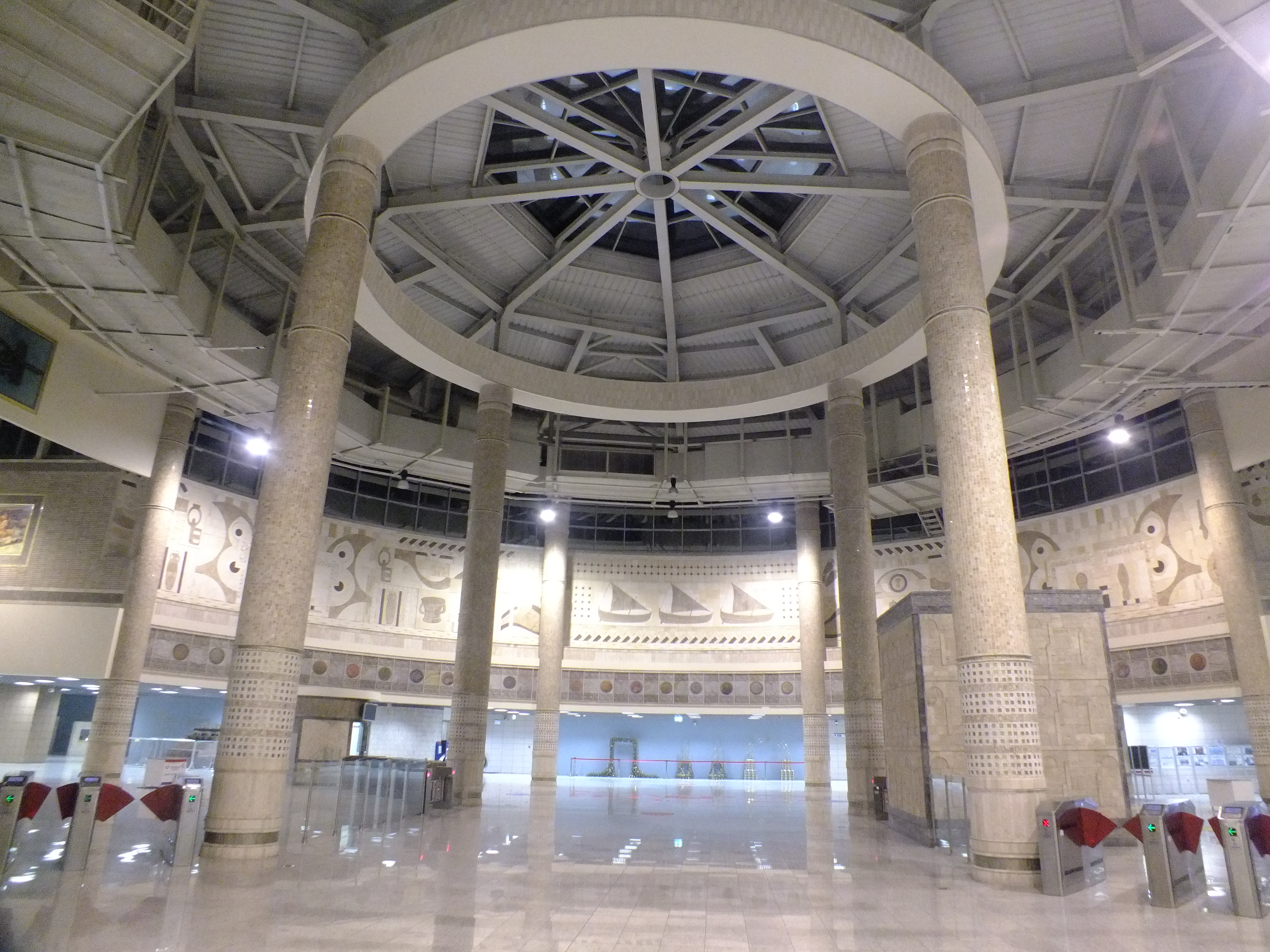
Il centro di trasferimento di Yenikapı dov'è possibile la connessione tra Marmaray metropolitana (M1 e M2)

### Trasporto ferroviario

#### Trasporto ferroviario metropolitano (Marmaray)
A partire dal giugno del 2013, le linee suburbane su entrambe le parti della città (ferrovia suburbana di Istanbul e di Haydarpaşa) sono state chiuse per lavori di recupero e per la loro fusione in un'unica linea attraverso una galleria sottomarina attraverso il Bosforo, come parte del progetto del Marmaray.
Da Marzo 2019, l'intera linea Marmaray tra la Stazione di Halkalı in Europa e quella di Gebze in Asia è operativa.

### Trasporto aereo

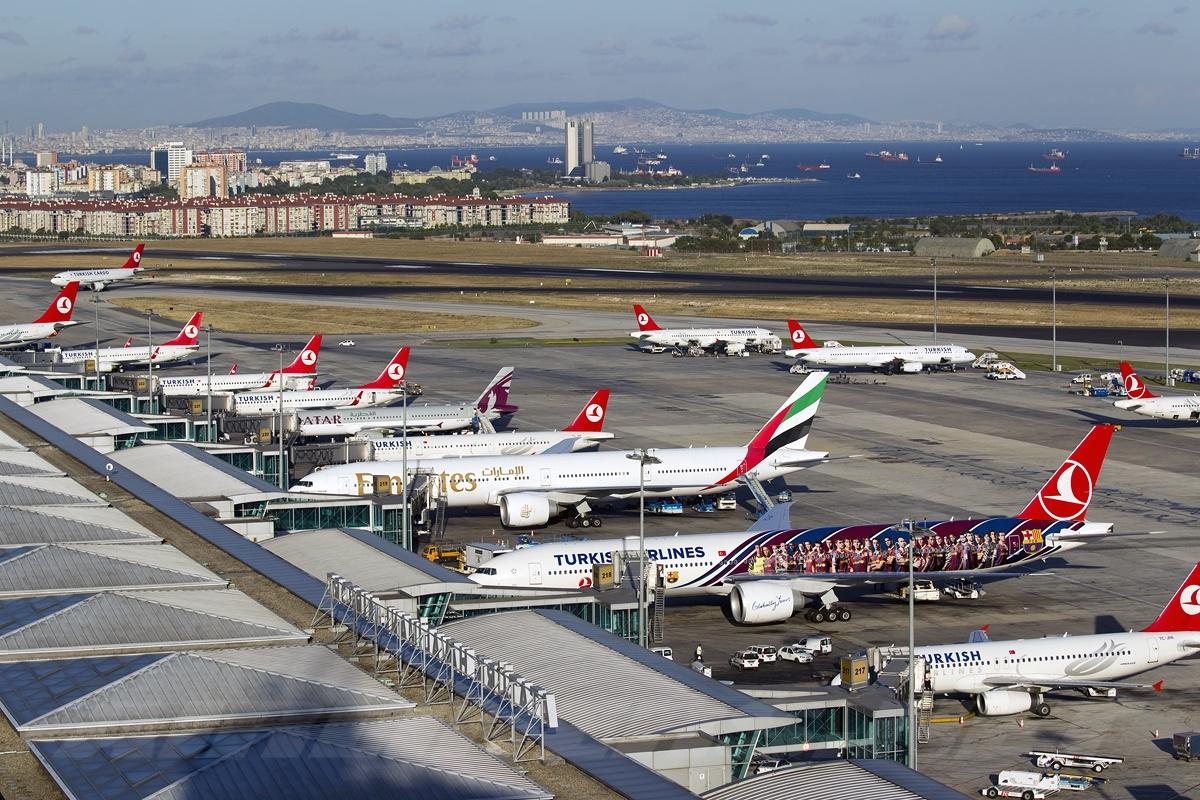
Vista dell'aeroporto Atatürk.

#### Aeroporti
La città di Istanbul è servita da tre aeroporti, due nella parte europea e uno in Asia.
L'aeroporto internazionale di Istanbul-Atatürk è il maggiore aeroporto della città, nonché il più trafficato della Turchia, il quinto in Europa e il quattordicesimo nel mondo. Dista 24 km a ovest del centro città, nel quartiere di Yeşilköy. Quando è stato costruito, nel 1924, l'aeroporto era situato al margine orientale dell'area metropolitana, ma oggi si trova inglobato entro l'area urbana; è per questa ragione che la proposta di costruzione di una nuova pista è stata rigettata, a causa degli elevati costi.
L'aeroporto Internazionale di Istanbul-Sabiha Gökçen è il secondo scalo aeroportuale della città. Si trova a 45 km a sud-est del centro della città, nel quartiere di Kurtköy nella parte asiatica, vicino al circuito di Formula 1. È stato aperto nel 2001 per ridurre il traffico gravante su Atatürk; è servito principalmente da compagnie aeree low cost.
Sabiha Gökçen è rapidamente diventato molto frequentato, specialmente dopo l'apertura del terminal internazionale, nel 2009. Nell'aeroporto sono transitati 14,7 milioni di passeggeri nel 2012, ossia l'anno dopo che il Concilio Internazionale degli Aeroporti l'ha nominato l'aeroporto con la maggior crescita nel mondo. Anche l'aeroporto Atatürk ha vissuto una rapida crescita, con una crescita del traffico passeggeri del 20,6% tra il 2011 e il 2012, risultando quello con la crescita maggiore, tra i trenta maggiori aeroporto al mondo.
È a causa del grande traffico negli aeroporti istanbuliti che è stato costruito un terzo scalo per la città, sulla costa del Mar Nero, nonostante le preoccupazioni ambientali che sono state sollevate. Entrato in esercizio nel 2019, il nuovo aeroporto sarà il più grande aeroporto del mondo quando verrà portato a compimento il progetto, in tutte le sue quattro fasi, con una capacità per servire 150 milioni di passeggeri l'anno.

### Trasporto stradale

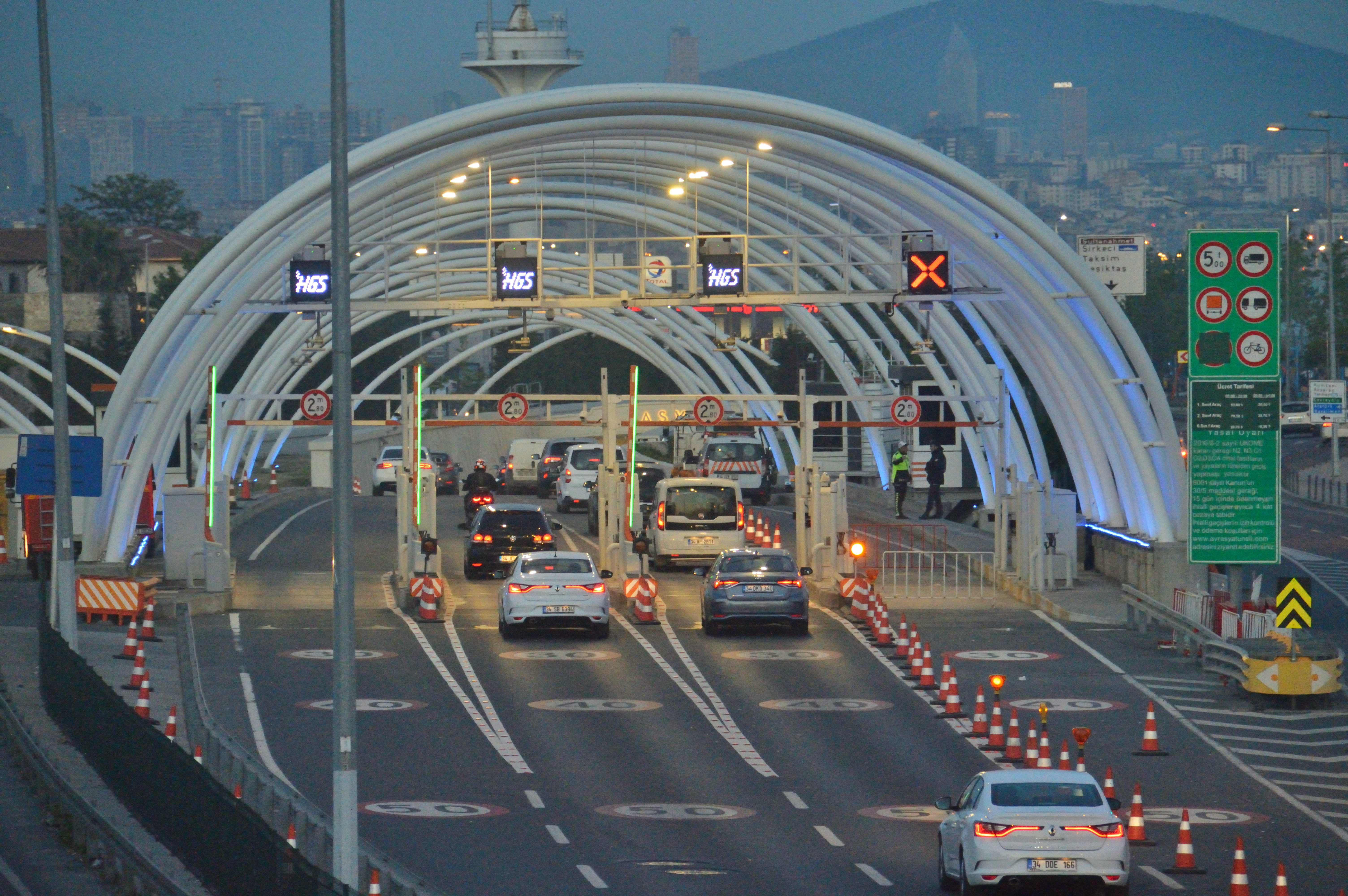
Entrata del Tunnel dell'Eurasia a Kumkapı.

#### Autostrade
Le principali autostrade di Istanbul sono la O-1, la O-2, la O-3 e la O-4. La O-1 è la tangenziale interna della città e attraversa il ponte dei Martiri del 15 luglio (già ponte sul Bosforo); la O-2 è invece la tangenziale esterna e attraversa il ponte di Fatih Sultan Mehmet (noto anche come "secondo ponte sul Bosforo"). La O-2 continua poi verso ovest fino a Edirne, mentre la O-4 continua a est verso Ancara; la O-2, la O-3 e la O-4 sono parte della strada europea E80 che collega il Portogallo al confine turco-iraniano.
Nel 2011, il primo e il secondo ponte sul Bosforo sono stati attraversati da 400.000 veicoli al giorno. Un terzo ponte, il ponte di Yavuz Sultan Selim è stato aperto il 26 agosto 2016. Gruppi ambientalisti hanno sollevato preoccupazioni sul fatto che questo terzo ponte avrebbe messo a rischio le ancora intatte aree verdi a nord della città..
Oltre ai tre ponti sul Bosforo di cui sopra, anche il Tunnel dell'Eurasia viene usato dal traffico veicolare per passare tra i due lati della città. Questa galleria di 14,6 km a due piani che passa sotto il Bosforo, aperta al traffico il 22 dicembre del 2016, collega Kumkapı sul lato europeo e Koşuyolu sul lato asiatico di Istanbul.

#### Rete automobilistica

##### Autobus a trasporto rapido (Metrobüs)

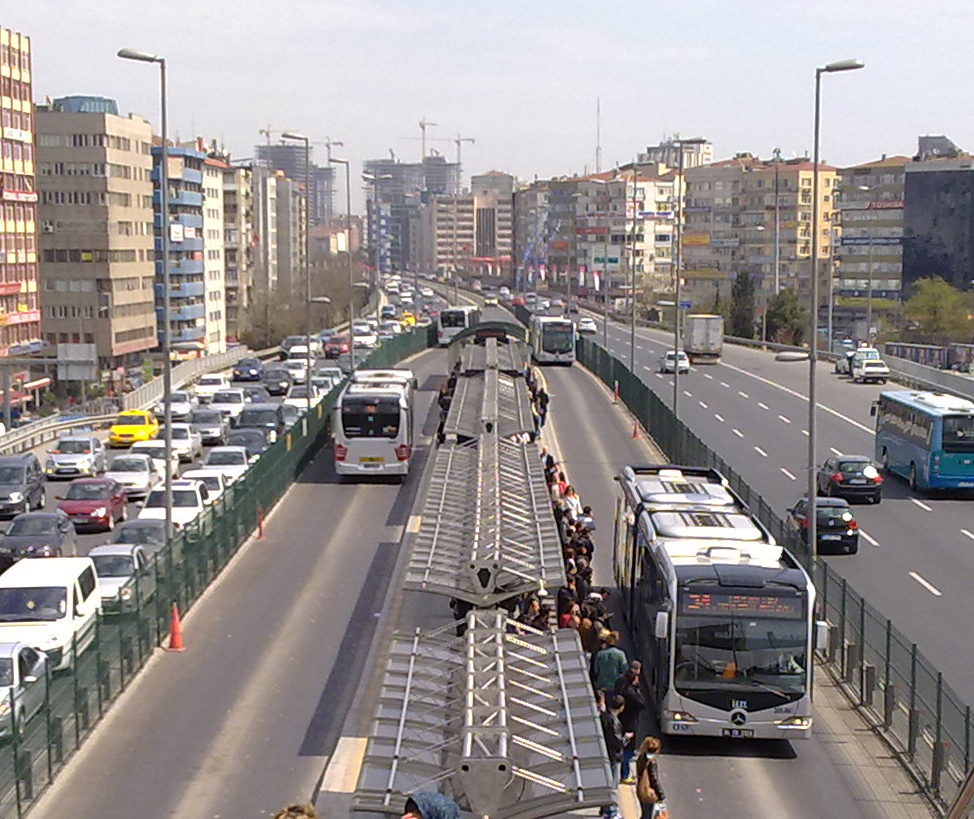
Metrobüs, autobus a trasporto rapido a Istanbul.

Il sistema di autobus a trasporto rapido a Istanbul è chiamato Metrobüs. La linea, costruita nel 2005, collegava inizialmente Söğütlüçeşme con Avcılar e successivamente è stata prolungata sino a Beylikdüzü (nel 2012). La linea ha una lunghezza di 41,5 km e serve 35 stazioni, localizzate soprattutto lungo la principale autostrada che attraversa la città, la D.100. È attualmente operata con Mercedes Capacity, Mercedes-Benz Citaro e alcuni mezzi Phileas.
L'utenza giornaliera è di circa 715 000 passeggeri.

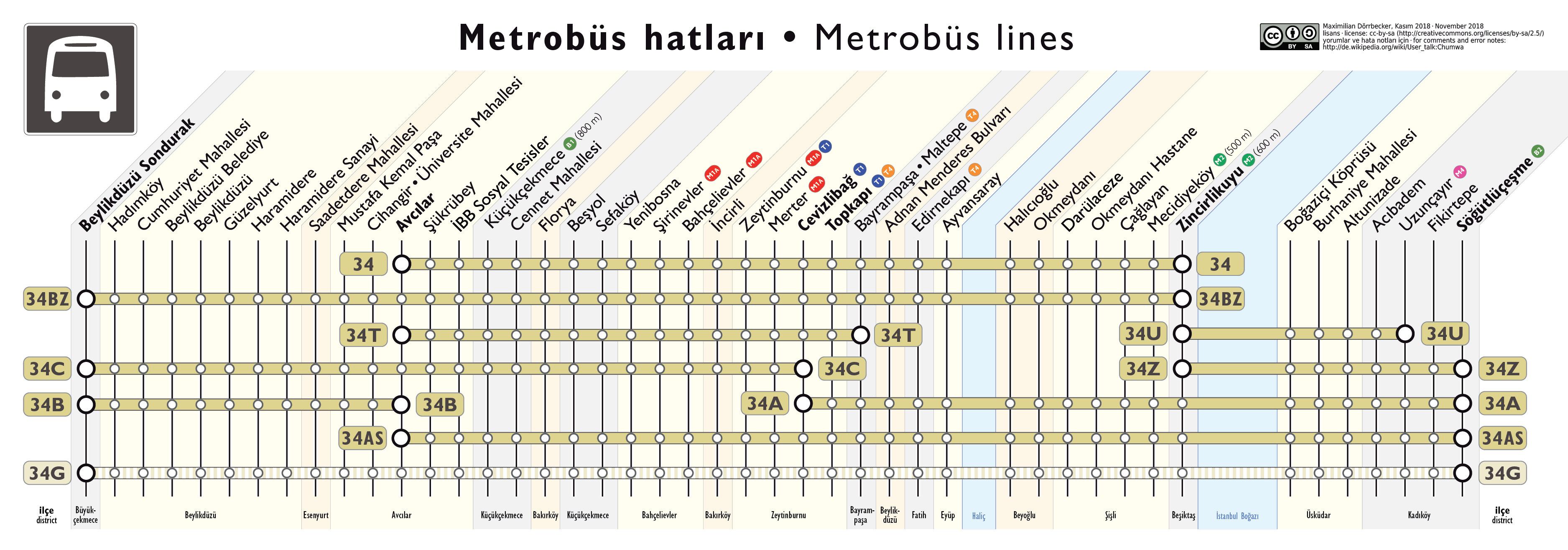
Linee del Metrobüs di Istanbul.

##### Autobus urbani

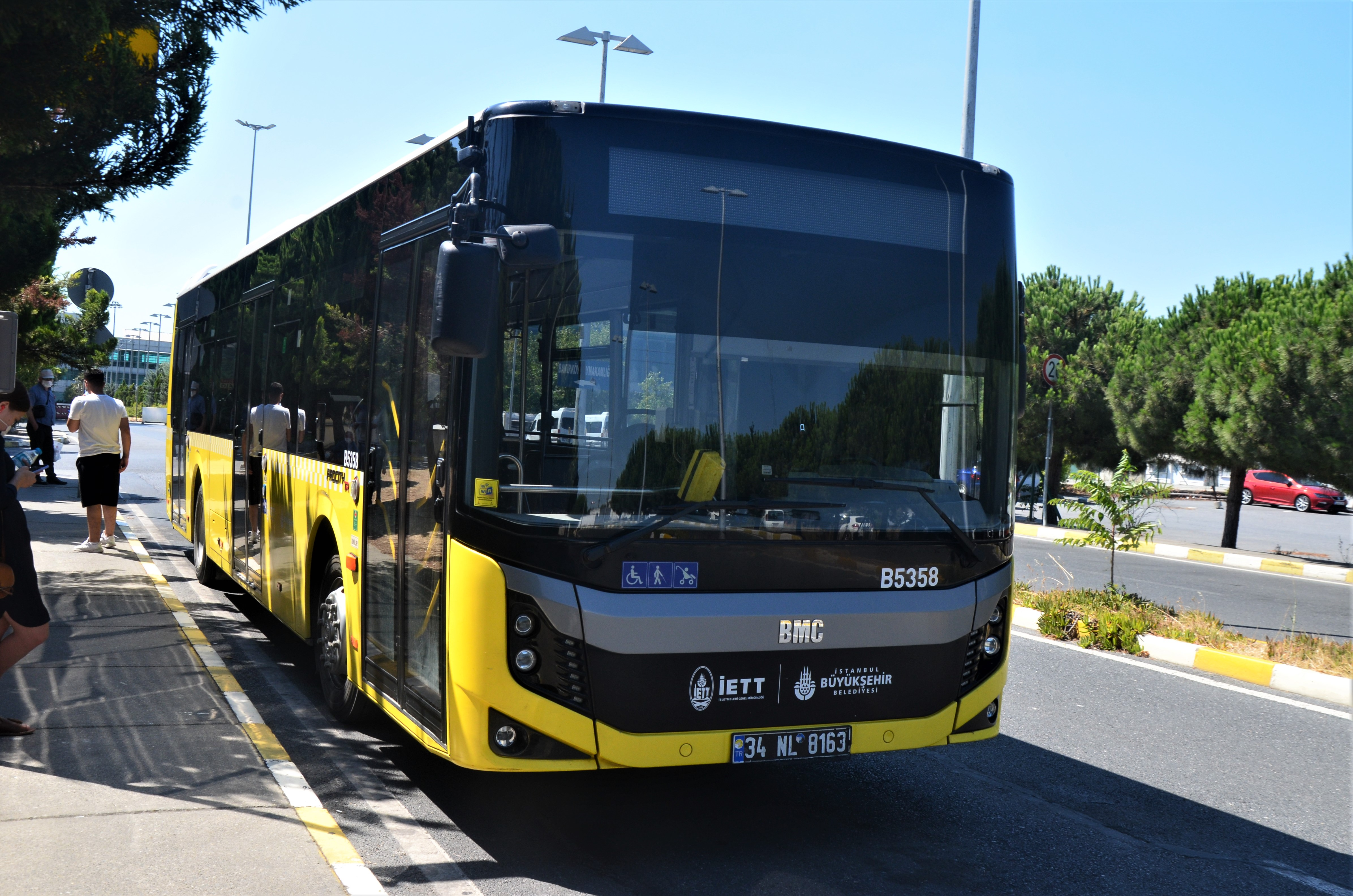
Autobus urbano BMC Procity a Istanbul.

La flotta di autobus ha un totale di 4 012 mezzi, costruiti da MAN, Ikarus, Mercedes-Benz, BMC, Phileas, Otokar, Temsa e Güleryüz.
Nel 2012, l'utenza giornaliera era di 3 621 908 passeggeri, ossia il 30% dei passeggeri della città trasportati giornalmente.

#### Ciclismo urbano
Isbike (stilizzato come isbike) è il servizio di biciclette pubbliche di Istanbul, lanciato nel 2012, come progetto della municipalità. Isbike conta 10 stazioni e 100 biciclette.
In contemporanea con il lancio del servizio di Isbike, la municipalità di Istanbul ha deciso di aggiungere 1050 km di piste ciclabili ai già esistenti 79,3 km (59,6 nella parte europea, 19,7 in quella asiatica).

### Trasporto acquatico

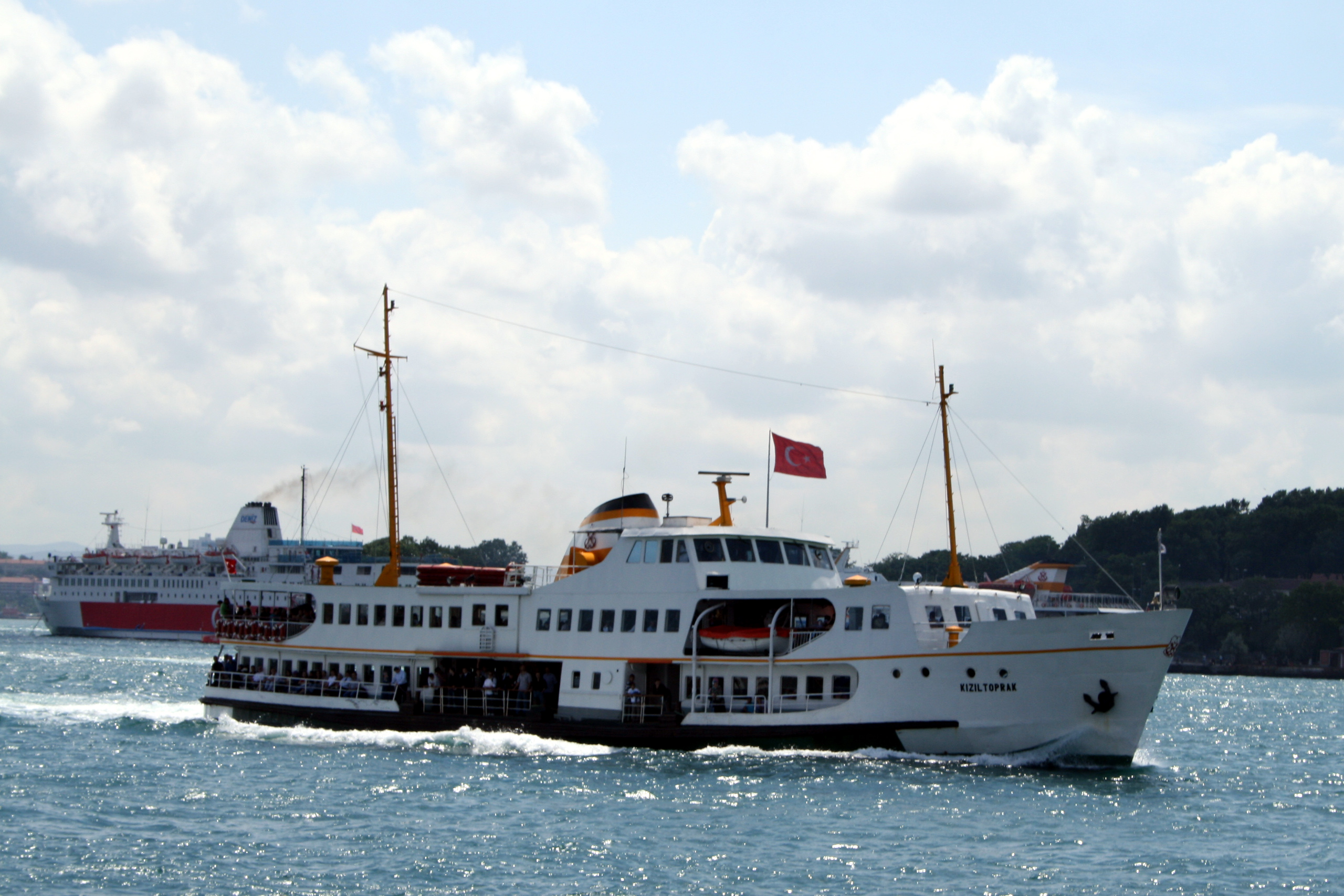
Il traghetto Kızıltoprak.

I traghetti navigano su quindici linee, servendo ventisette imbarcaderi sulle coste del Bosforo e del Mar di Marmara. I venti più vecchi traghetti trasportano 61 milioni di passeggeri all'anno. Negli anni ottanta, sono stati trasportati 150 milioni di persone.
Al giorno d'oggi, vi sono tre tipi di traghetti di linea a Istanbul: catamarani (İDO), i Vapur (nome tradizionale dei traghetti di linea) e i motoscafi privati.
I primi traghetti a vapore sono apparsi sul Bosforo nel 1837 ed erano operati da compagnie del settore private. Il 1º gennaio 1851, la Şirket-i Hayriye (letteralmente "La Compagnia della Benevolenza", com'era chiamata originariamente la Compagnia dei traghetti di Istanbul) è stata fondata dallo Stato ottomano. La Şirket-i Hayriye ha continuato a operare con i tradizionali traghetti fino ai primi anni del periodo repubblicano, fin quando non è finita sotto la direzione della Türkiye Denizcilik İşletmeleri ("Compagnia Marittima dello Stato Turco"). Fino al marzo del 2006, i tradizionali traghetti di Istanbul sono stati gestiti dalla municipalità.
Il design dei primi traghetti istanbuliti è stato fondamentalmente creato dalla Compagnia di cantieri navali e ingegneria Fairfield di Govan (Scozia), compagnia che ha anche costruito una gran parte di questi traghetti fino al 1851.
Tra le varie compagnie che hanno disegnato e costruito i successivi modelli dei traghetti della città vi sono: la Armstrong Whitworth di Newcastle-upon-Tyne e Glasgow (modelli del 1905-07), la Hawthorn Leslie di Hebburn (modelli del 1911) e i Cantieri navali di Taranto (modelli del 1952).

#### Catamarani
Il 16 aprile 1987 la municipalità di Istanbul ha fondato una compagnia per fornire un servizio rapido di trasporto acquatico, effettuato da catamarani. Con le prime dieci imbarcazioni acquistate dalla Norvegia, si è realizzata la modernizzazione del trasporto acquatico.
Ad oggi, la compagnia İDO serve ventinove imbarcaderi con una flotta di ventotto catamarani, inclusi sei traghetti a caricazione orizzontale.

### Trasporti a fune

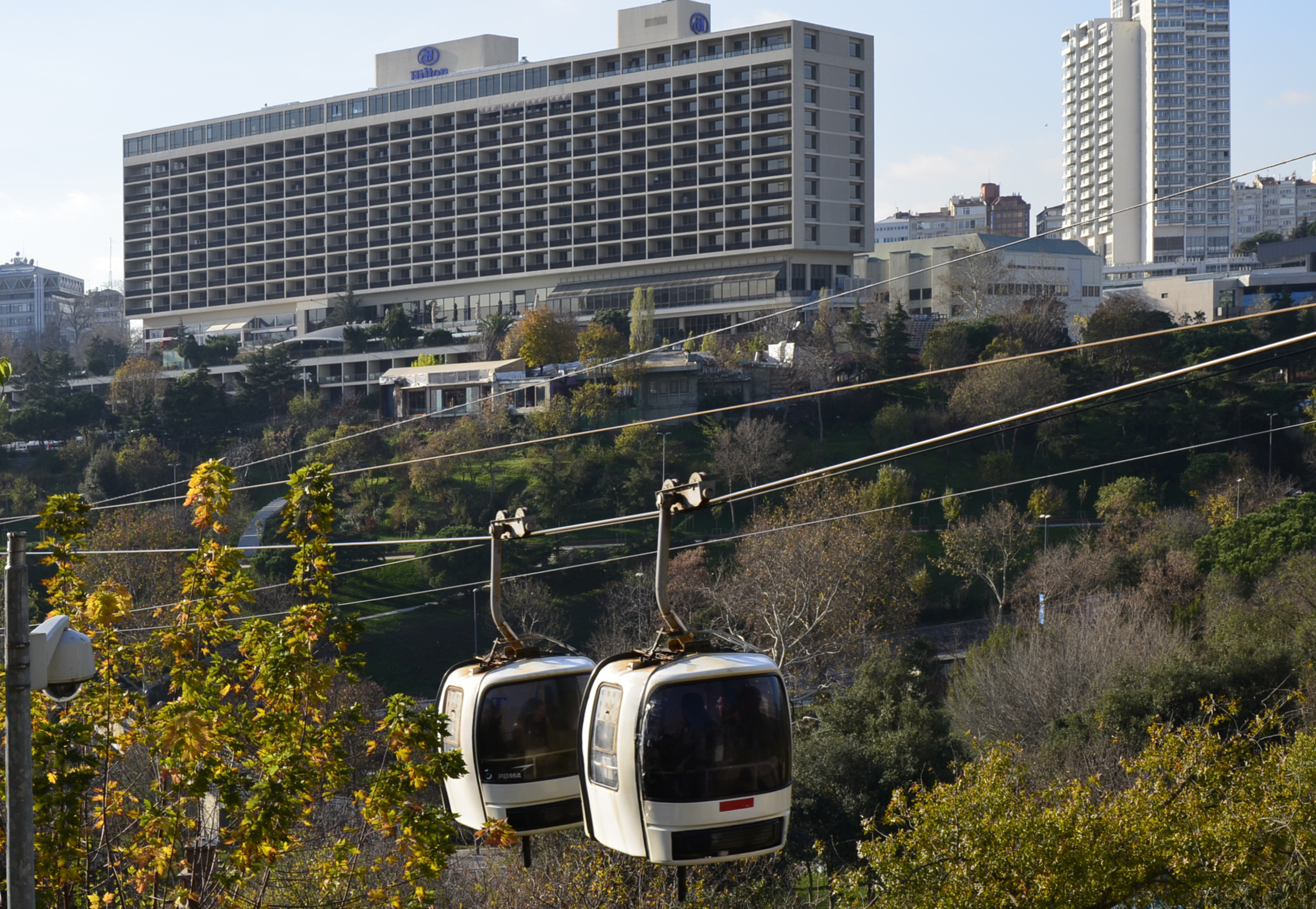
Cabinovia Maçka vista dal Terminal Maçka.

A Istanbul è installata una breve linea di cabinovia sopra il parco di Maçka, nella valle tra Taksim e Maçka. Costruita nel 1993, la cabinovia Maçka-Taşkışla (in turco: Maçka-Taşkışla Teleferiği) connette l'hotel Hilton Istanbul Bosphorus, da una parte, con gli hotel Parksa Hilton e Swissotel The Bosphorus, dall'altra. La cabinovia è lunga 333 m e trasporta, in due cabine da sei posti ciascuna, circa 1000 passeggeri al giorno. Ci si impiega tre minuti per coprire l'intero percorso.
Una seconda cabinovia, tra Eyüp e Piyerloti, è stata aperta nel 2005 tra lo storico distretto di Eyüp e la collina di Pierre Loti. La teleferica, costruita dalla Leitner di Vipiteno, è stata la più onerosa tra quelle costruite in Turchia, essendo costata 5 milioni di euro.

## Bigliettazione elettronica
Istanbul ha un sistema di bigliettazione elettronica integrata per autobus, funicolari, metropolitane, ferrovie suburbane, traghetti e tram. Il sistema usa carte con identificazione a radiofrequenza, chiamate Istanbulkart, simili alla Oyster Card o alla imob.venezia.
Il vecchio sistema di bigliettazione intelligente, chiamato akbil, non è più in uso dal 2015.

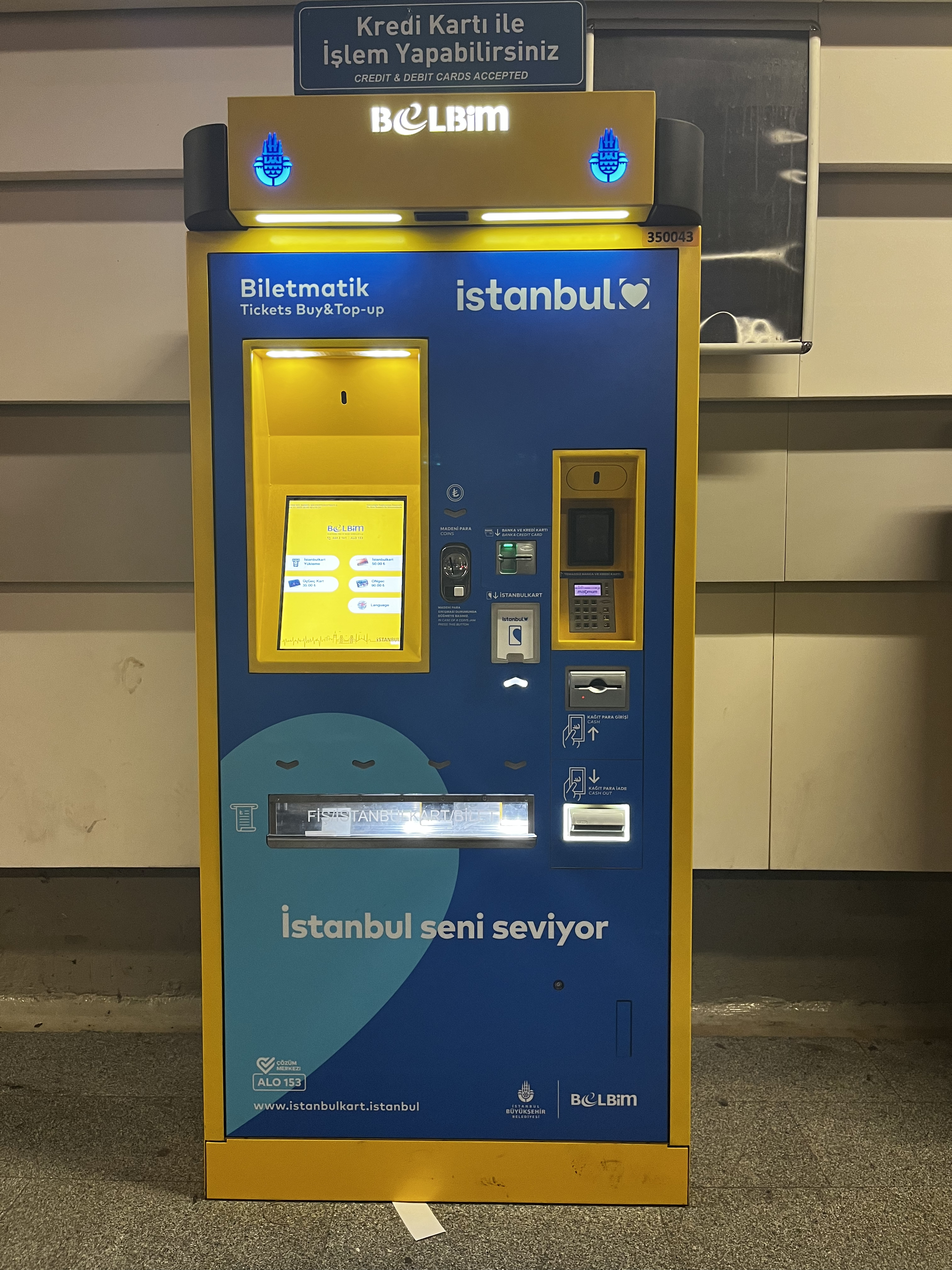
Biletmatik
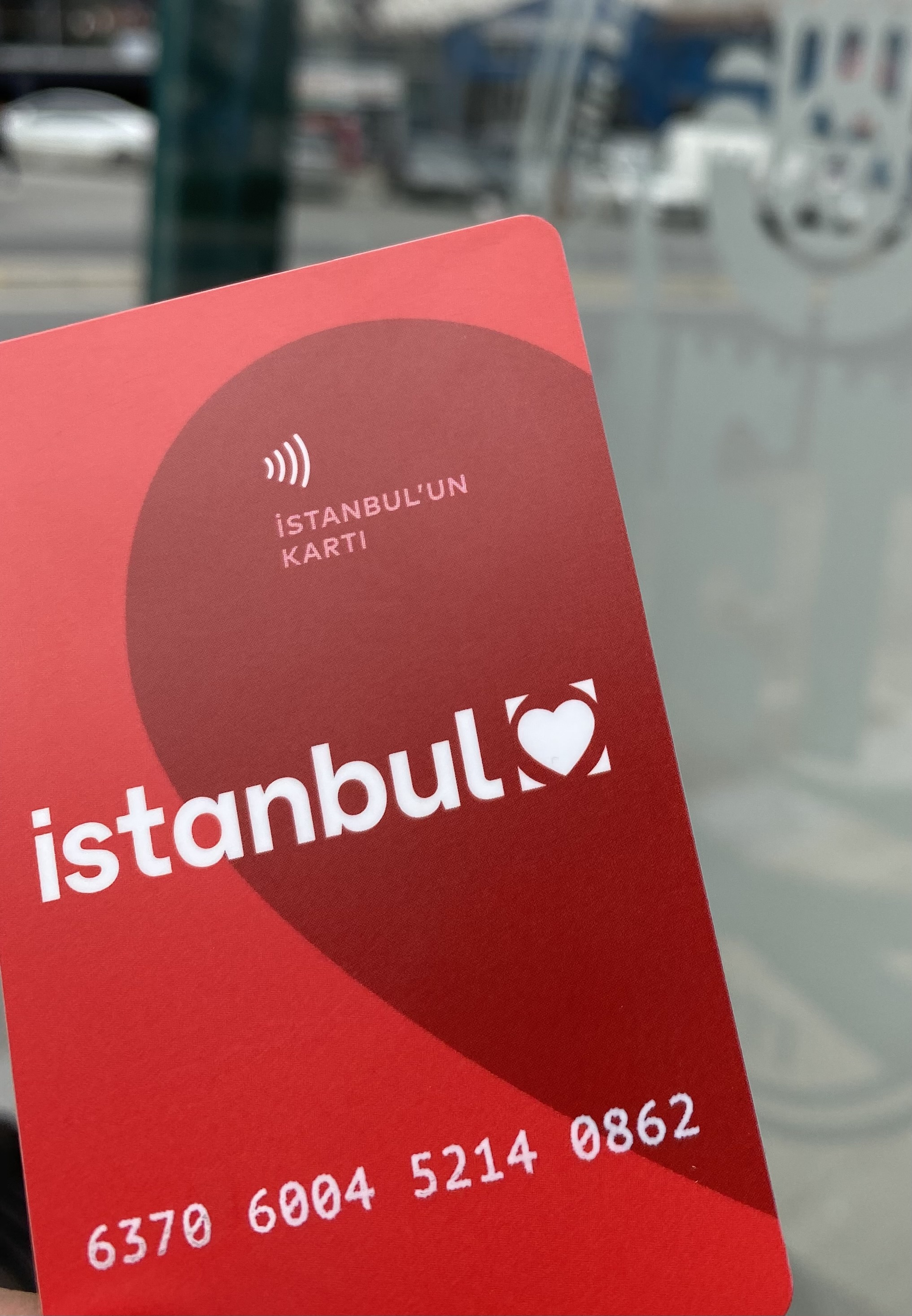
Istanbulkart